# Emídio Marques de Mesquita
Emídio Marques de Mesquita (Jacareí, 20 de março de 1944) é ex-árbitro de futebol e de basquete e atual instrutor de arbitragem da Fifa.
É formado como engenheiro civil pela Universidade de Mogi das Cruzes.

## Principais jogos
- Final do Basquetebol Olímpico entre Estados Unidos X União Soviética nos Jogos Olímpicos de Verão de 1964.
- O jogo de futebol: Santos X Ponte Preta, na Vila Belmiro, em 2 de outubro de 1974, último jogo de Pelé com a camisa santista.[4]